# Daniel Loss

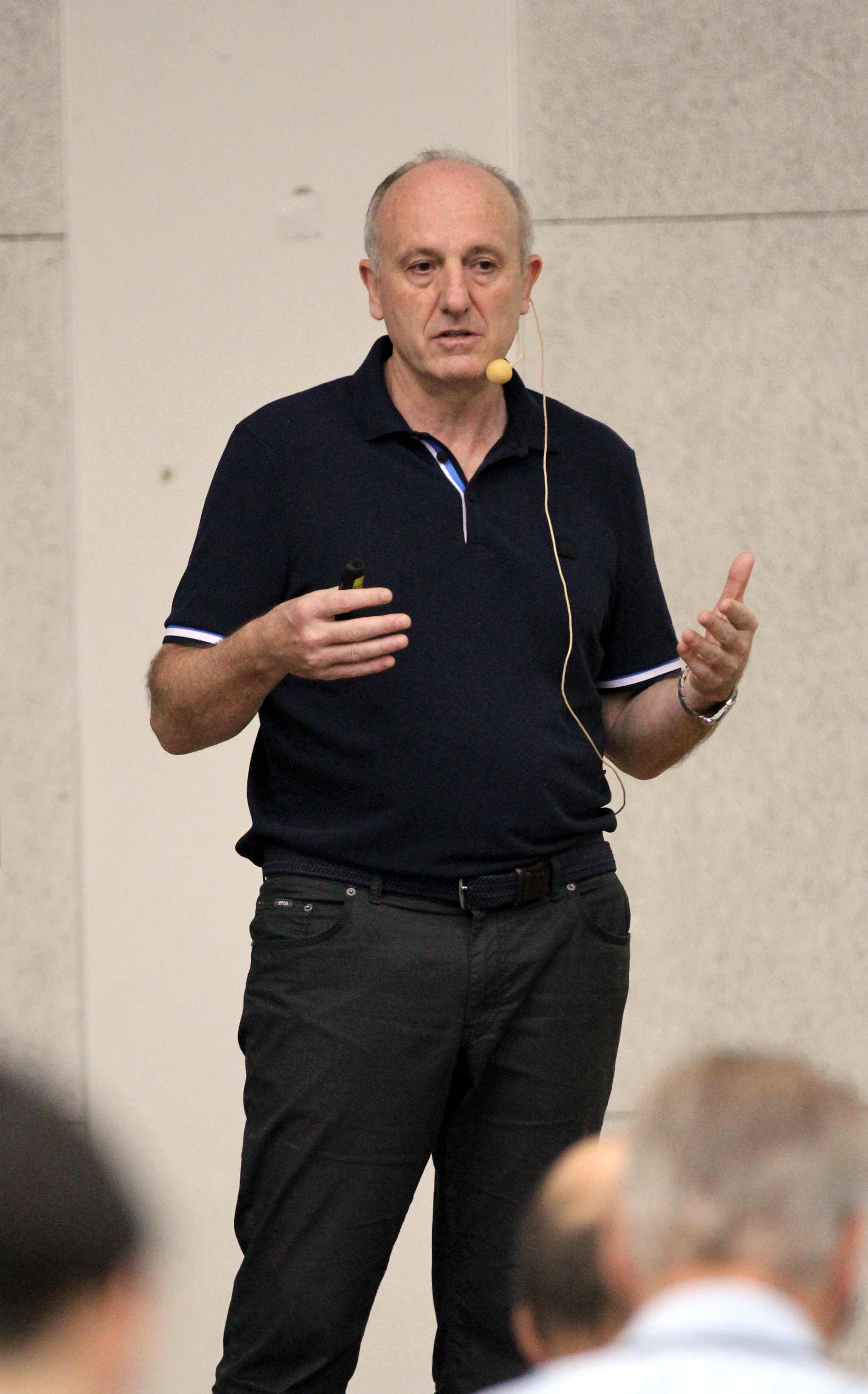
Daniel Loss 2019

Daniel Loss (* 25. Februar 1958 in Winterthur) ist ein Schweizer Physiker und Professor für theoretische Festkörperphysik an der Universität Basel.

## Leben
Loss studierte von 1977 bis 1979 Medizin an der Universität Zürich, bevor er 1979 an derselben Universität zur Physik wechselte und dort in Theoretischer Physik 1983 bei Norbert Straumann in Relativitätstheorie diplomierte und 1985 bei Armin Thellung in Statistischer Physik promoviert wurde. Anschließend war er wissenschaftlicher Mitarbeiter des Nobelpreisträgers Sir Anthony James Leggett und forschte an der University of Illinois in Urbana (Illinois). Darauf folgten Arbeiten am IBM Thomas J. Watson Research Center, bevor Loss 1993 als Assistant Professor und ab 1995 Associate Professor an die Simon Fraser University in Vancouver wechselte. Seit 1996 ist er ordentlicher Professor für Theoretische Physik an der Universität Basel. 1998/99 und 2008 bis 2010 stand er der Physik-Fakultät vor.

## Werk
Loss arbeitet über theoretische Festkörperphysik, Halbleiter-Nanostrukturen und Spintronik und gilt als einer der Pioniere auf dem Gebiet des Quantencomputers. Außerdem befasste er sich unter anderem mit magnetischen Molekülen, Nanomagnetismus. Zum Beispiel Erzeugung und Charakterisierung von Quantenverschränkung mit Quantenpunkten, Luttinger-Flüssigkeiten oder Coulomb-Streuung in zweidimensionalen Elektrongasen, Spintronik in zweidimensionalen Elektrongasen, Spin-Hall-Effekt in ungeordneten Systemen, Spin-Strömen in magnetischen Isolatoren und Halbleitern, Spin-Orbit-Effekten in Transport und Rauschen, Spin-Kohärenz und Tunneln in Nanomagnetismus, Übertragung von Quantenverschränkung von Elektronenspins auf Photonen und dem Majorana-Fermion in der Festkörperphysik.
1997 schlug er zusammen mit David DiVincenzo vom Thomas J. Watson Research Center von IBM den Loss-DiVincenzo-Quantencomputer vor, der Elektronenspins in Quantenpunkten als Qubits benutzt. An Realisierungen dieses Typs und Spin-Qubits arbeitete unter anderem Leo Kouwenhoven und viele andere experimentelle Gruppen weltweit. Loss untersucht weiter unterschiedliche damit zusammenhängende Phänomene wie Spin Relaxation und Dekohärenz in Quantenpunkten aufgrund von Spin-Orbit- und Hyperfein-Wechselwirkungen. Außerdem untersucht er Quanteninformatik auch mit molekularen Magneten.
Loss hat mehr als 260 Fachpublikationen veröffentlicht und gehört zu den meistzitierten Physikern weltweit. Loss ist Direktor des 2005 gegründeten Center for Quantum Computing and Quantum Coherence (QC2) in Basel und ferner seit 2006 Ko-Direktor des Swiss National Center of Competence and Research (NCCR) in Nanoscale Science an der Universität Basel.

## Auszeichnungen
- Fellow der American Physical Society[4]
- Humboldt-Forschungspreis (2005)
- Marcel-Benoist-Preis (2010)
- Blaise-Pascal-Medaille (2014)
- Mitglied der European Academy of Sciences
- Mitglied der Leopoldina (2014)[5]
- König-Faisal-Preis (2017)

## Schriften (Auswahl)
Außer den in den Fußnoten zitierten Arbeiten
- mit D. DiVincenzo, G. Grinstein: Suppression of tunneling by interference in half-integer-spin particles, Phys. Rev. Lett., Band 69, 1992, S. 3232
- mit A. Imamog, D. Awschalom, D. DiVincenzo u. a.: Quantum information processing using quantum dot spins and cavity QED, Phys. Rev. Lett., Band 83, 1999, 4204
- mit DiVincenzo: Coupled quantum dots as quantum gates, Phys. Rev. B, Band 59, 1999, S. 2070
- mit P. Recher, E. V. Sukhorukov: Quantum dot as spin filter and spin memory, Phys,. Rev. Lett., Band 85, 2000, S. 1962
- mit Michael Neuenberger: Quantum computing in molecular magnets, Nature, Band 410, 2001, S. 789, Arxiv
- mit P Recher, E. V. Sukhorukov: Andreev tunneling, Coulomb blockade, and resonant transport of nonlocal spin-entangled electrons, Physical Review B, Band  63, 2001, S. 165314
- mit A. V. Khaetskii, L. Glazman: Electron spin decoherence in quantum dots due to interaction with nuclei, Phys. Rev. Lett., Band 88, 2002, S. 186802
- mit J. Schliemann, J. C. Egues: Nonballistic spin-field-effect transistor, Phys. Rev. Lett., Band 90, 2003, S. 146801
- mit V. N. Golovach, A. Khaetskii: Phonon-induced decay of the electron spin in quantum dots, Phys. Rev. Lett., Band 93, 2004, S. 016601
- mit W. A. Coish: Hyperfine interaction in a quantum dot: Non-Markovian electron spin dynamics, Physical Review B, Band 70, 2004, S. 195340
- mit Hans-Andreas Engel: Fermionic Bell-State Analyzer for Spin Qubits, Science, Band 309, 2005, S. 586
- mit Mathias Duckheim: Electric-dipole-induced spin resonance in disordered semiconductors, Nature Physics, Band 2, 2006, S. 195–199
- mit B. Trauzettel, Denis V. Bulaev, Guido Burkard: Spin qubits in graphene quantum dots, Nature Physics, Band 3, 2007, S. 192
- mit Matthias Duckheim: Semiconductor spintronics: Snapshots of spins separating, Nature Physics, Band 4, 2008, S. 836–837
- mit Björn Trauzettel: Nanotubes: Carbon surprises again, Nature Physics, Band 5, 2009, 317–318
- mit Jan Fischer: Dealing with decoherence, Science, Band 324, 2009, S. 1277
- mit D. Awschalom, N. Samarth (Hrsg.): Semiconductor spintronics and quantum computation, Springer 2013
- mit Benjamin J. Brown u. a.: Quantum memories at finite temperatures, Rev. Mod. Phys., Band 88, 2016, S. 45005, Arxiv